# Arraba
Arraba (ar-Raḥbah) ou Alraba (Al-Rahba), também conhecia como Cidadela de Arraba (Qal'at ar-Rahba), é uma fortaleza árabe muçulmana medieval na Síria. Está localizada próximo a margem esquerda do rio Eufrates, adjacente à cidade de Maiadim e 42 quilômetros a sudeste de Deir Zor. Situada sobre um monte com elevação de 244 metros, Arraba vigia a estepe do deserto da Síria e historicamente guardou o vale do Eufrates. Foi descrita como "uma fortaleza dentro de uma fortaleza"; consiste numa torre de menagem que mede 60 por 30 metros, protegida por um recinto que mede 270 por 95 metros. Arraba está amplamente em ruínas atualmente como resultado da erosão.
O sítio original, que foi conhecido como "Rabate Maleque ibne Tauque" em homenagem ao fundador e abássida homônimo, estava localizada junto ao Eufrates. Foi vista pelos exércitos caravaneiros e viajantes muçulmanos como a chave à Síria a partir do Iraque e às vezes vice-versa. Tribos beduínas frequentemente tomaram o controle dela e usaram-na como ponto de lançamento de invasões no norte da Síria. Devido a sua localização estratégica, Arraba foi frequentemente disputada pelos poderes muçulmanos, incluindo os senhores locais, como os hamadânidas, ucailidas, os mirdássidas e seljúcidas, entre outros. Rabate Maleque ibne Tauque foi destruída num terremoto em 1157.
Alguns anos depois, a atual fortaleza foi construída próximo a margem do deserto pelo senhor zênguida-aiúbida Xircu. Seus descendentes mantiveram Arraba como apanágio hereditário conferido por Saladino até 1264. Um deles, Xircu II, conduziu a terceira grande reconstrução do sítio em 1207. Ao longo do período mameluco (final do século XIII ao XIV), a fortaleza foi continuamente restaurada e fortalecido como resultado dos sítios frequentes mongóis ilcânidas do Iraque. Arraba foi a fortaleza mameluca mais importante ao longo do Eufrates como centro administrativo e ponto terminal da rota postal sultanal. Ela caiu em desuso durante o período otomano (1517–1918) e desse momento até o começo do século XX, a fortaleza serviu primariamente como abrigo para pastores locais e seus rebanhos. Escavações foram conduzidas no sítio entre 1976 e 1981.

## Localização e etimologia
Por toda a história islâmica, Arraba foi considerada, nas palavras do viajante do século XIV ibne Batuta, "o fim do Iraque e o começo de Alxam [Síria]". A fortaleza está localizada a 4 quilômetros ao sudoeste do rio Eufrates, 1 quilômetro a sudoeste da moderna cidade síria de Maiadim, e 42 quilômetros ao sudeste de Deir Zor, capital da província de Deir Zor, da qual Arraba faz parte. Segundo o geógrafo do século XIII Iacute de Hama, o nome do sítio, al-rahba, traduz-se do árabe como a "porção plana de um uádi, onde a água se acumula"; a localização original de Arrabi estava sobre a margem ocidental do Eufrates. A atual fortaleza está situada sobre um monte artificial separado do planalto do deserto da Síria a oeste. Sua elevação é de 244 metros acima do nível do mar.

## História

### Rabate Maleque ibne Tauque

#### Fundação
Segundo o historiador Thierry Bianquis, "dificilmente se sabe algo definitivo sobre a história da cidade [Arraba] antes da era muçulmana." Escritores talmúdicos e siríacos (como Miguel, o Sírio e Bar Hebreu) identificam-na com a cidade bíblica de Reobote do Eufrates (Rehobot han-Nahar). Alguns historiadores muçulmanos medievais, entre eles Atabari, escreveram que foi um lugar chamado "Furda" ou "furdate Num" (Furdat Nu'm), sendo nomeado em honra a um mosteiro que supostamente existiu nas redondezas chamado "Dair Num" (Dayr Nu'm). Contudo, o historiador persa do século IX al-Baladuri afirma que lá havia "traço algum de que Arraba [...] era uma antiga cidade", e que foi fundada pela primeira vez pelo general abássida Maleque ibne Tauque durante o reinado do califa Almamune (r. 813–833). Como tal, a cidade fortaleza foi frequentemente referida como "Rabate Maleque ibne Tauque" pelos historiadores muçulmanos. Segundo o historiador sírio Suhayl Zakkar, Arraba possuía valor estratégico significativo, pois foi "a chave à Síria e às vezes ao Iraque" e foi a primeira parada às caravanas ligadas a Síria que vinham do Iraque. De Arraba, viajantes, caravaneiros e exércitos avançaram para o noroeste ao longo da rota do Eufrates para Alepo ou atravessavam a rota do deserto para Damasco. Devido a seu valor estratégico, foi frequentemente disputada pelos poderes muçulmanos rivais. Tribos beduínas em particular usaram Arraba como principal ponto de lançamento de invasões ao norte da Síria e como mercado e ponto seguro. Maleque ibne Tauque serviu como seu primeiro senhor, e depois de sua morte em 873, foi sucedido por seu filho Amade. O último foi repelido após a captura de Arraba em 883 pelo senhor abássida de Ambar, Maomé ibne Abi Alçaje. Por volta do século X, Arraba tornou-se uma grande cidade.
Em 903, o líder carmata Saíbe Axama foi preso em Arraba antes de ser transferido à custódia do califa Almostacfi em Raca. À época, Arraba foi o centro da província do Eufrates e base de seu governador, ibne Sima. Saíbe Axama foi executado, levando seus partidários da tribo dos ulaíssidas a se submeterem a ibne Sima em Arraba no começo de 904. Contudo, pouco depois, eles viraram-se contra ibne Sima, cujas forças repeliram-os numa emboscada nas cercanias de Arraba em agosto. Após mais batalhas, os líderes carmatas e dais (líderes religiosos ismaelitas) renderam-se novamente a ibne Sima. Em março de 928, os carmatas sob Abu Tair Aljanabi conquistaram Arraba e massacraram vários de seus habitantes. Seus residentes enfrentaram dificuldades por vários anos devido a guerra civil na região circundante. A paz foi restabelecida em 942 com a chegada de cerco comandante abássida chamado Adal que foi enviado por Bajecã, o líder do califado centrado em Bagdá. Adal subsequentemente tornou-se governador das regiões do vale do Eufrates e Cabur.

#### Período hamadânida
Arraba foi tomada pelos hamadânidas alguns anos depois, tornando-se parte do distrito do Eufrates (Tárique Alfurate) do Emirado de Moçul. À época, a cidade foi descrita pelo geógrafo persa Alistacri como sendo maior que a cidade de Circésio que está do lado oposto do Eufrates. O senhor de Arraba, Jamã, rebelou-se contra o emir de Moçul, Nácer Adaulá (r. 929–967). Jamã fugiu da cidade e se afogou no Eufrates, mas não antes de Arraba ser pesadamente danificada pela supressão da rebelião. Nácer Adaulá conferiu a seu filho favorito, Abu Almuzafar Hamadã, o controle de Arraba, seu distrito de Diar Modar, e as receitas do distrito.
Os filhos de Nácer Adaulá contestaram o controle de Arraba no rescaldo da deposição de seu pai em 969. Por fim ela passou para seu filho Abu Taglibe quando seu irmão e comandante subordinado, Hibatalá, capturou-a de Hamadã num ataque surpresa. Abu Taglibe reconstruiu as muralhas de Arraba. Ele restaurou Arraba para Hamadã para evitar a possibilidade de seu inimigo buída, Ize Adaulá Albactiar, formasse uma aliança com Hamadã para derrubar Abu Taglibe. Os hamadânidas perderam o controle de Arraba em 978, depois do que foi capturada pelo emir buída Adude Adaulá (r. 949–983). Em 991, os habitantes de Arraba requeriam e receberam um governador nomeado pelo filho de Adude, o emir Baa Adaulá (r. 988–1012). A cidade foi descrita pelo geógrafa hierosolimitano Mocadaci no final do século X como sendo o centro do distrito do Eufrates, localizado à beira do deserto, tendo um padrão semicircular e sendo defendida por uma forte fortaleza. Ele também notou que a vizinhança mais ampla foi caracterizada por terras altamente irrigadas e produtivas, com abundantes palmeiras e marmeleiros.

#### Período ucailida e mirdássida
No final do século XI, o controle foi Arraba foi contestado entre os ucailidas de Moçul e os fatímidas do Egito. Prosseguindo o conflito, o califa Aláqueme (r. 996–1021) nomeou um membro da tribo dos cafajidas, Abu Ali ibne Timal, como senhor de Arraba. Abu Ali foi morto em 1008/1009 durante uma batalha com seus rivais ucailidas liderados por Issa ibne Calate. O último perdeu Arraba para outro emir ucailida, Badrane ibne Mucalide. A vitória do último foi de curta duração, pois o emir fatímida de Damasco, Lulu, logo capturou Arraba e Raca, uma cidade fortificada ao noroeste. Ele nomeou um governador para Arraba e retornou para Damasco.
Um rico residente de Arraba, ibne Macane, revoltou-se contra os fatímidas e tomou controle da cidade pouco após a partida de Lulu. Embora capaz de expulsar o governador fatímida, ibne Macane foi incapaz de manter a cidade seu suporte externo, pois Arraba estava situada em meio à encruzilhada de vários poderes regionais que cobiçavam a cidade. Assim, ganhou o apoio do emir mirdássida da tribo dos quilabitas, Sale ibne Mirdas O conflito eclodiu entre ibne Macane e Sale o que levou o último a sitar Arraba. Os dois se reconciliaram e então ibne Macane e seus homens capturada a cidade fortificada de Aná em Ambar. Contudo, quando ibne Macane procurou o apoio de Sale para suprimir uma revolta de Aná, o último usou a oportunidade para matar ibne Macane.
Depois de eliminar ibne Macane, Sale tornou-se senhor de Arraba, e fez sua aliança com os fatímidas. Arraba foi o primeiro grande território que Sale controlou e o núcleo do emirado que estabeleceria em Alepo e boa parte do norte da Síria. Seu filho Timal mais tarde sucedeu-o como emir de Alepo, e Arraba tornou-se sua principal base de poder da qual muitos de seus vizires (conselheiros ou ministros) se originaram. Mais tarde, foi obrigado pelos fatímidas a entregar Arraba ao aliado deles Arslã Albaçaciri, um general turco que revoltou-se contra seus mestres seljúcidas e o Califado Abássida. A cedência de Arraba para Albaçaciri foi o primeiro passo para Timar perder o Emirado Mirdássida. Junto com a perda de Raca, provocou dissensão dentro dos quilabitas, com o irmão de Timal, Atiá, resolvendo restaurar o emirado. A revolta de Albaçaciri foi fracassada e ele foi morto em 1059, o que incitou Atiá a capturar Arraba em abril de 1060. Mais tarde, em agosto de 1061, Atiá defendeu com sucesso Arraba dos ataques numairitas.
Os mirdássidas perderam Arraba em 1067 ao emir ucailida, Xarafe Adaulá, um vassalo dos abássidas afiliados aos seljúcidas. Antes disso, Atiá e seus homens estavam em Homs, dando a Xarafe Adaulá a oportunidade de repelir os defensores quilabitas de Arraba. Depois, o nome do califa abássida foi lido na cutba da cidade (sermões da sexta-feira) em vez dos fatímidas, um reconhecimento formal da mudança de aliança de Arraba. Em 1086, o sultão seljúcida Maleque Xá I concedeu Arraba e suas dependências mesopotâmicas superiores de Harrã, Raca, Saruje e Cabur para o filho de Xarafe Adaulá, Maomé.

#### Período seljúcida
Em algum momento os seljúcida e seus aliados árabes perderam Arraba, mas em 1093 o emir seljúcida de Damasco, Tutuxe I, capturou-a junto com várias outras cidades mesopotâmicas superiores. Após sua morte, a posse de Arraba passou aos ucailidas, mas em 1096, Querboga de Hila capturou e saqueou a cidade. Ele manteve-a até 1102, quando Caimaz, um antigo mameluco (soldado escravo) do sultão seljúcida Alparslano tomá-la. O filho de Tutuxe, Ducaque, e o representante do último, Toguetequim, sitiaram a cidade, mas falharam em capturá-la. Caimaz morreu em dezembro de 1102 e Arraba passou para um de seus mamelucos turcos chamado Haçane, que demitiu muitos dos oficiais de Caimaz e prendeu vários dos notáveis de Arraba devido a suspeitas de golpe contra ele. Ducaque refez o cerco, mas desta vez foi recebido pelos citadinos de Arraba, forçando Haçane a retirar-se à cidadela. Haçane rendeu-se após receber garantias de salvo-conduto de Ducaque bem como um icta (apanágio) em outro lugar na Síria. Segundo o cronista do século XII ibne Alatir, os habitantes de Arraba foram tratados bem por Ducaque, que reorganizou a administração da cidade, estabeleceu uma guarnição lá e conferiu-lhe um governador da tribos dos xaibanitas, Maomé ibne Sabaque.
Jauali, general do sultão seljúcida Maomé I, conquistou Arraba de ibne Sabaque em maio de 1107, depois de um mês de cerco. Ibne Alatir registra que os habitantes de Arraba sofreram muito durante o cerco e que alguns citadinos informaram Jauali de um ponto fraco nas defesas da fortaleza em troca de promessas de segurança. Quando Jauali entrou na cidade e saqueou-a, ibne Sabaque rendeu-se e se uniu ao serviço de Jauali.
Em 1127, o senhor seljúcida de Moçul, Izadim Maçude ibne Alburçuqui sitiou e conquistou Arraba como parte de uma tentativa de invasão da Síria. Contudo, ele adoeceu lá pouco depois. Seu controle em Moçul foi tomado por Zengui, enquanto Arraba foi deixada sob controle do mameluco de Alburçuci, Jauali, que governou-a como subordinado de Zengui. O filho de Zengui, Cutabadine, capturou Arraba alguns anos depois. Em 1149, o irmão de Cutabadine, Noradine, recebeu Arraba negociações patrocinadas pelos seljúcidas entre os senhores zênguidas.

### Arraba Aljadida

#### Período aiúbida
Arraba foi destruída num terremoto em 1157. Quatro anos depois Noradine conferiu os territórios de Arraba e Homs como apanágio para Xircu, que nomeou cerco Iúçufe ibne Malá em seu nome. Segundo o historiador aiúbida do século IX, Abulféda, Xircu reconstruiu Arraba. A afirmação de Abulféda pode estar incorreta ou a fortaleza reconstruída por Xircu caiu em ruínas em algum momento antes do fim do século. De todo modo, a nova fortaleza, que ficou conhecida como "Arraba Aljadida", foi realocara aproximados cinco quilômetros a oeste da margem esquerda do Eufrates, onde o sítio original, "Rabate Maleque ibne Tauque", estava localizado. Quando Xircu morreu, seus territórios passaram para Noradine. Contudo, o sobrinho de Xircu e o fundador do Sultanato Aiúbida, Saladino, conquistou os domínios de Noradine cerca de 1182 e conferiu Homs e Arraba para o filho de Xircu, Naceradim Maomé, como um emirado hereditário.
Segundo o cronista do período aiúbida e residente de Arraba, ibne Nazife, a fortaleza de Arraba foi reconstruída novamente pelo neto de Xircu, Almujaide Xircu II (r. 1186–1240), em 1207. Arraba foi a fortaleza mais oriental do Emirado de Homs de Xircu II, e foi um dos quatro centros principais do Estado, e outros três sendo Homs, Salamia e Palmira. Ele pessoalmente supervisionou a demolição das ruínas de Arraba e a construção da nova fortaleza. Arraba permaneceu nas mãos de seus descendentes até alguns anos após a anexação da Síria aiúbida pelo Sultanato Mameluco do Cairo em 1260.

#### Período mameluco
Em 1264, o sultão mameluco Baibars (r. 1260–1277) substituiu o governador aiúbida de Arraba por um de seus oficiais mamelucos do Egito. A guarnição de Arraba e seu comandante mantem um alto lugar na hierarquia militar mameluca. A fortaleza, junto com Albira ao norte, tornaram-se os principais baluartes mamelucos contra as invasões mongóis da fronteira oriental da Síria. Foi a fortaleza mameluca mais importante junto ao Eufrates, suplantando Raca, que havia sido um centro muçulmano tradicional no vale do Eufrates desde o século X. Uma grande população de refugiados das áreas governadas pelos mongóis se assentaram em Arraba, como as pessoas da cidade adjacente e não fortificada de Maxade Arraba (antigo sítio de Rabate Maleque ibne Tauque, a moderna Maiadim). Foi também o ponto terminal do baride mameluco (rota postal) e centro administrativo.
Por todo o período aiúbida e mameluco, Arraba esteve situada próximo do território tribal dos alfadles. Aproximados 400 alfadles uniram-se ao pequeno exército do califa Almostancir (r. 1036–1094), o califa abássida centrado no Egito enviado por Baibars para recapturar Bagdá dos mongóis, quando ele alcançou Arraba. Ela foi a primeira parada de Almostancir depois que saiu de Damasco, mas sua campanha falhou e ele foi morto numa emboscada mongol em Ambar. Os mongóis do Iraque ilcânida infligiram dano significativo em Arraba durante suas guerras com os mamelucos. A fortaleza foi restaurada por Baibars em algum momento próximo ao final de seu reinado. Em 1279, o vice-rei mameluco da Síria, Suncur Alascar, rebelou-se contra o sultão Calaune (r. 1279–1290) e refugiou-se com o chefe dos alfadles, Issa ibne Muana, em Arraba, onde solicitou a intervenção do governante mongol Abaca Cã (r. 1265–1282). Quando os mongóis não podiam ajudá-lo, Suncur fugiu do exército mameluco, enquanto Issa barricou-se na fortaleza. Os mongóis falharam em capturar Arraba após um cerco de um mês comandado pelo cã ilcânida Oljeitu (r. 1304–1316) em 1312/1313, marcando a última tentativa ilcânida de invadir a Síria mameluca. O filho de Issa, Muana, rebelou-se contra o sultão Anácer Maomé (r. 1310–1341) em 1320, e foi perseguido pelo exército mameluco tão longe quanto Arraba. Durante a batalha resultante, a fortaleza pode ter sido destruída.

#### Período otomano
Sob os otomanos, que conquistaram a Síria e Iraque no começo do século XVI, o uso militar de Arraba aparentemente diminuiu. Durante a Idade Média, a estrada entre Palmira e Arraba foi a rota do deserto da Síria mais relevante, mas sua importância declinou durante o período otomano. Desse momento em diante, Arraba foi principalmente usada como abrigo para pastores das vilas vizinhas e seus rebanhos. Em 1588, foi visitada pelo viajante veneziano Gasparo Balbi, que notou uma fortaleza dilapidada e habitantes conhecidos como "raabi" vivendo abaixo dela. O viajante francês Jean-Baptiste Tavernier mencionou Maxade Arraba, 9,7 quilômetros a sudoeste da fortaleza, durante suas viagens lá cerca de 1632. Em 1797, o viajante francês Guillaume-Antoine Olivier passou por Arraba, mencionando que ela era uma fortaleza e um sítio arruinado.

## Escavações
A fortaleza deteriorou consideravelmente como resultado da erosão. Escavações foram conduzidas fora de Arraba, incluindo no sítio presumido de Rabate Maleque ibne Tauque ao longo da margem do Eufrates, entre 1976 e 1981 sob os auspícios do Diretório Geral de Antiguidades e Museus da Síria, o Instituto Francês de Estudos Árabes de Damasco e a Universidade de Lião II. Em anos posteriores, prospecções do sítio e deserto circundante e os vales do Eufrates e Cabur foram conduzidas por times multidisciplinares de arqueólogos sírios, estadunidenses e europeus. Um dos peritos franceses, J. L. Paillet, esboçou os planos e elevações da fortaleza, que estão detalhados em sua dissertação de 1983, Le château de Rahba, étude d'architecture militaire islamique médiévale.
Escavações no sopé da fortaleza entre 1976 e 1978 revelaram o assentamento medieval dentro de um recinto quadrangular, cujo algumas de suas muralhas mediam mais de 30 metros de comprimento de 4 metros de altura. As muralhas geralmente tinham a grossura de 1 metro. Junto com as estruturas desenterradas havia os prováveis restos de um caravancerai, um mesquita congregacional com um pequeno oratório, e um quartel de cavalaria. Havia também um sistema de canais que conduziam água frescam e esvaziavam o esgoto. Dentre os artefatos encontrados na fortaleza e no assentamento abaixo dela estavam cacos cerâmicos e moedas (principalmente mamelucas e algumas aiúbidas) e vários rêmiges pertencentes a flechas deixadas por sitiadores mongóis. Durante a Guerra Civil Síria, saques e escavações ilegais em busca de antiguidades ocorreram em Arraba. As áreas afetadas incluíram as salas de armazenamento e pátios da fortaleza, bem como o assentamento medieval no sopé.

## Arquitetura

### Especificações e componentes
A cidadela de Arraba é descrita pelo historiador Janusz Bylinski como "uma fortaleza dentro de uma fortaleza". Seu núcleo é formado por uma torre de menagem pentagonal de quatro andares, medindo mais ou menos 60 por 30 metros. A torre de menagem está cercada por uma muralha pentagonal, que mede aproximadamente 270 por 95 metros. O formato da muralha exterior foi descrito por Paillet como triangular com seus dois ângulos paralelos tendo sido chanfrados e substituídos por uma cortina. Em torno do monte artificial sobre o qual a fortaleza está há um fosso com 22 metros de profundidade e uma largura de 80 metros. O fosso de Arraba é consideravelmente mais fundo que as fortalezas desérticas do período aiúbida de Palmira e Xumaimis. Uma grande cisterna compõe o andar mais baixo da torre de menagem.
Vários bastiões foram construídos junto das muralhas externa da fortaleza. As laterais oeste e sudeste continuam os quatro maiores bastiões de Arraba com o maior medindo 17,2 por 15,2 metros e o menor medindo 12,4 por 12,4 metros. Estes bastiões apoiaram pesada artilharia de defesa. Sua altura superava as torres de Palmira e Sumaimis provavelmente porque a localização desses fortes em colinas isoladas não necessitavam "artilharia defensiva de última geração", segundo Bylinski. Em contraste, em Arraba, as armas de cerco inimigas podiam ser colocadas nos planaltos próximos, que estavam quase no mesmo nível da fortaleza. O bastião menor de Arraba está no norte, em sua muralha menos vulnerável, e mede 5,2 por 4,4 metros.
Ambas as muralhas do complexo foram equipadas com merlões e parapeitos, com os parapeitos da fortaleza sendo 6,5 metros mais altos que aqueles das muralhas externas. Isso foi feito para estabelecer uma segunda linha de defesa que possibilitou os defensores do edifício lançarem flechas nos atacantes que obstruíssem as muralhas externas. O núcleo do edifício estava conectado às fortificações externas por corredores e câmaras.

### Fases de construção
Embora grandes partes do edifício estão em ruínas, escavações determinaram que Arraba passou por ao menos oito fases de construção não datadas provavelmente começando no início do período aiúbida. Para a maior parte, cada fase utilizou diferentes técnicas arquitetônicas e conceitos de fortificação, e nenhuma das fases afetou toda a extensão do edifício de uma vez. Um ponto em comum das fases foi a restauração ou fortalecimento das laterais oeste e sudeste de Arraba, que defrontavam o planalto do deserto e eram as áreas mais expostas da fortaleza. Em contraste, o lado norte que defrontou os centros populacionais permaneceu amplamente inalterado.
Na primeira fase as muralhas foram construídas com adobe, uma característica muito comum nas estruturas da área do Eufrates. Embora não seja possível determinar qual teria sido a forma do edifício na fase inicial, Paillet presume que seu tamanho provavelmente corresponde àquele do edifício atual; o pequeno bastião saliente que se projeta da muralha norte data da primeira fase. A segunda fase adicionou três bastiões salientes, cada um duas vezes o tamanho do bastião norte. Os novos bastiões foram colocados junto da cidadela de Arraba que defrontava o deserto a oeste. Os construtores na segunda fase também reforçaram as muralhas com blocos de conglomerado grosseiramente cortado fixados juntos por argamassa de alta qualidade. Na terceira fase, foram usados adobes de melhor qualidade, a e a cortina oeste foi elevada e a cortina sudoeste foi substituída e decorada com faixas e inscrições árabes. Além disso, um grande domo de tijolo foi construído acima do nível térreo da câmara do bastião noroeste. As muralhas externas da fortaleza alcançaram sua forma final durante a terceira fase, embora haveria mais restaurações nas décadas posteriores.
Na quarta fase, casamatas baixas foram adicionadas nas cortinas oeste e sudoeste para fornecer uma plataforma adicional aos defensores de Arraba. As muralhas, particularmente a leste, foram reforçadas na quinta fase, que Paillet atribui aos esforços de Xircu II e seus contemporâneos aiúbidas para fortificar as fortalezas da Síria. A técnica de construção usada nesta fase provavelmente necessitou de fundos, equipamento e experiência técnica significativas. Várias mudança foram feitas, incluindo a torre sudeste sendo reconstruída e a noroeste sendo reforçada por uma muralha adicional e um piso abobadado. Além disso, a encosta norte da muralha exterior foi ainda mais fortalecida com a construção de um talude de grandes blocos de conglomerado. Um edifício no centro de Arraba foi erigido durante esta fase, provavelmente substituindo uma estrutura mais antiga ou um pátio.
A última fase de construção foi a sexta, que viu a restauração das muralhas exteriores leste e oeste, depois que foram severamente danificadas por sitiadores mongóis. Um bastião nordeste saliente, muito menos que os bastiões leste e oeste, foi também construído. A alvenaria da quinta fase foi reusada para a reconstrução junto com novo gipso, calcário e outros materiais. As fases sete e oito consistiram no aumento das muralhas exteriores a oeste de Arraba.